# Charles IV (roi d'Espagne)
Pour les articles homonymes, voir Charles IV.
Charles IV (ou Carlos IV en espagnol), né le 11 novembre 1748 à Portici (Naples) et mort le 20 janvier 1819 à Rome, est roi d'Espagne du 14 décembre 1788 au 19 mars 1808. Second fils de Charles III et de Marie-Amélie de Saxe, il devient l'héritier du trône lorsque son frère aîné, Philippe-Antoine, est exclu en août 1759 de la succession pour déficience mentale aggravée.
Le règne de Charles IV, qui débute en 1788, est principalement marqué par les répercussions qu’ont en Espagne la Révolution française de 1789 et ses développements ultérieurs, plus particulièrement la prise du pouvoir de Napoléon Bonaparte en 1799. La réaction initiale de la cour de Madrid, connue sous l'expression de pánico de Floridablanca, se traduit par une série de mesures répressives incluant la mise en place d’un « cordon sanitaire » à la frontière franco-espagnole afin de prévenir la « contagion » révolutionnaire, assortie ensuite d’un affrontement militaire avec le nouveau pouvoir révolutionnaire instauré après la destitution, l’incarcération et l’exécution de Louis XVI, chef de la maison capétienne de Bourbon qui règne également sur l'Espagne depuis un siècle, affrontement qui prend la forme d'une Guerre du Roussillon contre la toute jeune République française de 1793 à 1795 et qui tourne au désastre pour les forces espagnoles. En 1796, Charles IV et son tout-puissant « Premier ministre » Manuel Godoy opèrent un revirement de leur politique à l’égard de la France révolutionnaire en décidant de s’allier à elle ; ce qui provoque une première guerre contre la Grande-Bretagne (1796 – 1802), laquelle guerre débouche sur un nouveau revers pour la monarchie de Charles IV et entraîne une grave crise des finances royales, que l’on tente de résoudre par le dénommé désamortissement de Godoy, tout en tenant le « favori » à l'écart du pouvoir pendant deux ans (1798 – 1800).
Après l'éphémère paix d'Amiens de 1802 est déclenchée la seconde guerre contre la Grande-Bretagne, lors de laquelle la flotte franco-espagnole est battue à la bataille de Trafalgar par la flotte britannique commandée par l’amiral Nelson. Cette défaite est à l’origine de la crise définitive de la monarchie absolue bourbonnienne, crise qui culmine avec le complot d'El Escorial de novembre 1807 et le soulèvement d'Aranjuez de mars 1808, à la suite duquel Godoy perd définitivement le pouvoir. Charles IV se voit alors contraint d’abdiquer en faveur de son fils Ferdinand VII. Pourtant, deux mois plus tard, le père et son fils sont conduits à signer les abdications de Bayonne, par lesquelles ils cèdent à Napoléon Bonaparte leurs droits sur la Couronne d’Espagne, ce dernier les retransférant à son frère Joseph Bonaparte. Nombre d’Espagnols « patriotes » ne reconnaissent pas ces abdications et, continuant à considérer Ferdinand VII comme leur roi légitime, déclenchent en son nom la guerre d'indépendance espagnole, cependant que d’autres, dénommés de façon dépréciative les francisés (afrancesados), soutiennent l’Espagne napoléonienne et le roi frère de l'Empereur Joseph-Napoléon Ier. Ce conflit donne lieu à la première guerre civile de l’histoire espagnole contemporaine.

## Un prince napolitain, sicilien et espagnol (1748-1788)

### Premières années à Naples

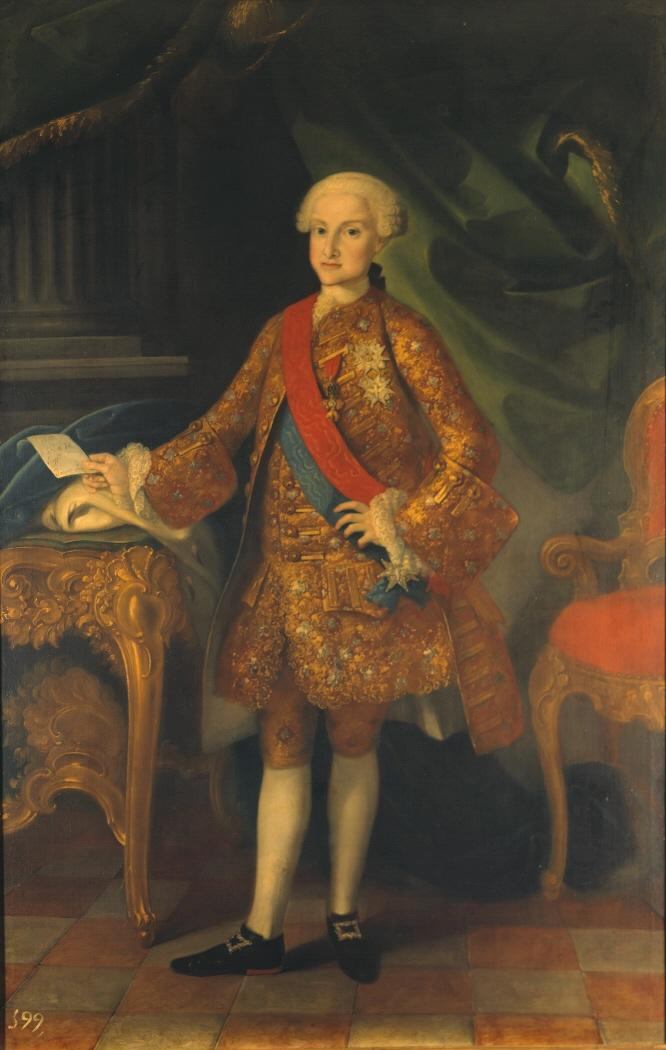
Portrait de Charles de Bourbon, prince de Naples et de Sicile.

Charles est né le 11 novembre 1748 au palais royal de Portici, sous le règne de son père, le roi Charles VII et V de Naples et de Sicile. Charles est baptisé à Naples avec les prénoms de Carlos Antonio Pascual Francisco Javier Juan Nepomuceno José Januario Serafín Diego.
Second fils du roi Charles et de la reine Marie-Amélie de Saxe, Charles est, par son père, le petit-fils de l’ancien roi Philippe V d’Espagne et le neveu du roi Ferdinand VI, tandis que, par sa mère, il est le petit-fils du roi Auguste III de Pologne et le cousin des futurs rois Louis XVI, Louis XVIII et Charles X de France.

### Arrivée à la cour d’Espagne
En 1759, après la mort sans descendance de son oncle, le roi Ferdinand VI, son père renonce au trône de Naples et de Sicile et passe à l'occupation du trône espagnol sous le nom de Charles III. Second fils du roi, Charles fut d’abord pressenti pour succéder à son père en tant que roi de Naples et de Sicile. Mais son frère aîné, Philippe-Antoine, jugé malade au niveau mental, est exclu de la succession au trône d’Espagne, faisant de Charles le nouvel héritier espagnol. C’est donc son frère cadet, Ferdinand, qui est désigné comme nouveau souverain des Deux-Siciles.

### Prince des Asturies

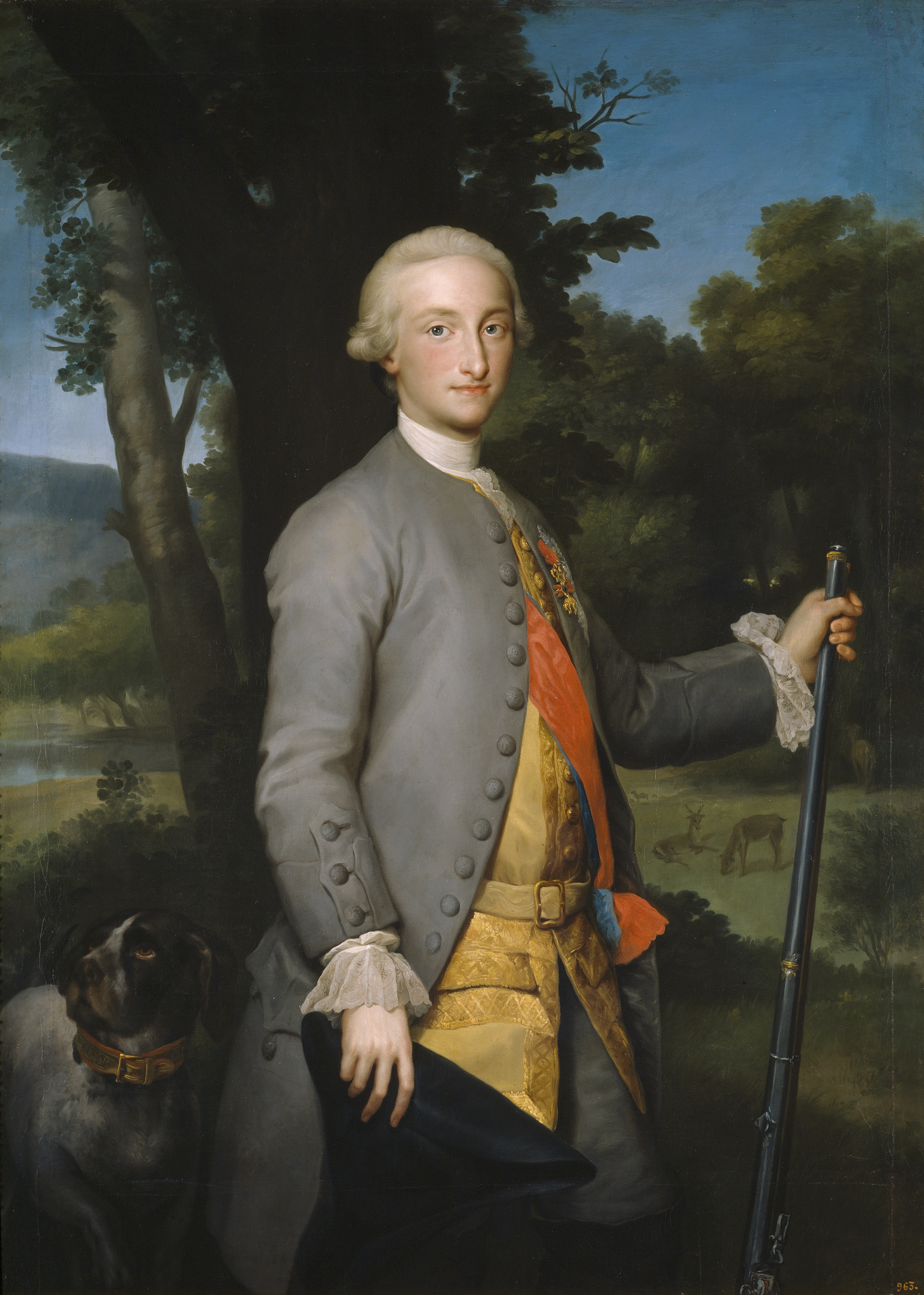
Portrait de Charles, alors prince des Asturies, peint par Anton Raphael Mengs.

Après l’exclusion de son frère, Charles reçoit le titre de prince des Asturies en tant qu’héritier direct de la Couronne espagnole. En tant que prince héritier, il épaule son père dans la gestion du royaume et des affaires de l’État, le préparant ainsi à assurer son futur rôle de monarque. Le règne de Charles III est marqué par la forte impulsion qu’il s’emploie à donner aux réformes inspirées des idées des Lumières ― pour autant cependant que celles-ci ne mettent pas en péril son pouvoir absolu et l’ordre social traditionnel : en effet, dans un texte adressé à son fils Charles, il écrit : « Quiconque critique les actes de gouvernement commet un délit, lors même qu’il aurait raison ». Néanmoins Charles III est considéré comme le principal exposant du despotisme éclairé, ou de l’absolutisme éclairé, en Espagne.

## Roi d’Espagne (1788-1808)

### Accession au trône
Il succéda à son père Charles III à la mort de ce dernier le 14 décembre 1788. Accédant au trône avec une large expérience des affaires de l'État, il fut toutefois dépassé par les répercussions des événements survenus en France en 1789, et par son manque de volonté personnelle qui mit le gouvernement dans les mains de son épouse Marie-Louise et de son favori Manuel Godoy. On dit que ce dernier fut l'amant de la reine, bien qu'aujourd'hui ce fait soit contesté par divers historiens. À la mort de Charles III, le déclin économique et les dysfonctionnements de l'administration mirent au jour les limites du réformisme, au moment même où la Révolution française mettait sur la table une alternative à l'Ancien Régime.

### Gouvernement du comte de Floridablanca
Les premières décisions de Charles IV démontrèrent une volonté réformiste. Il nomma le comte de Floridablanca Premier ministre. Ce dernier prit des mesures comme l'annulation des retards de contributions, la limitation du prix du pain, la restriction dans l'accumulation des biens de mains mortes, la suppression des majorats et donna une impulsion au développement économique. Le roi prit l'initiative d'abroger la loi salique imposée par son prédécesseur Philippe V. La mesure fut ratifiée par les Cortes de 1789 mais ne fut pas promulguée.

### La Révolution en France
La Révolution française de 1789 changea radicalement la politique espagnole. Lorsque les nouvelles de France parvinrent en Espagne, la nervosité de la couronne s'accrut et le roi renvoya les Cortes qui, contrôlées par le comte de Floridablanca, s'étaient réunies pour reconnaître le prince des Asturies. L'isolement semblait être le meilleur moyen d'éviter la propagation des idées révolutionnaires à l'Espagne. Floridablanca, face à la gravité des faits, suspendit les Pactes de famille, établit des contrôles à la frontière pour empêcher l'expansion révolutionnaire et exerça une forte pression diplomatique en appui à Louis XVI. Il mit fin aux projets réformistes du règne précédent et les remplaça par le conservatisme et la répression (essentiellement aux mains de l'Inquisition). François Cabarrus fut emprisonné, Jovellanos fut exilé et Campomanes fut privé de ses charges.

### Gouvernement du comte d'Aranda
En 1792, le comte de Floridablanca fut remplacé par le comte d'Aranda, ami de Voltaire et d'autres révolutionnaires français. Le comte reçut la tâche difficile de sauver la vie du cousin du roi, le roi Louis XVI, au moment où la Constitution française de 1791 était votée.
La radicalisation révolutionnaire après 1792 et la déposition de Louis XVI (le roi fut emprisonné et la République française fut proclamée) accéléra la chute du comte d'Aranda et l'arrivée au pouvoir de Manuel Godoy le 15 novembre 1792.

### Gouvernement de Manuel Godoy

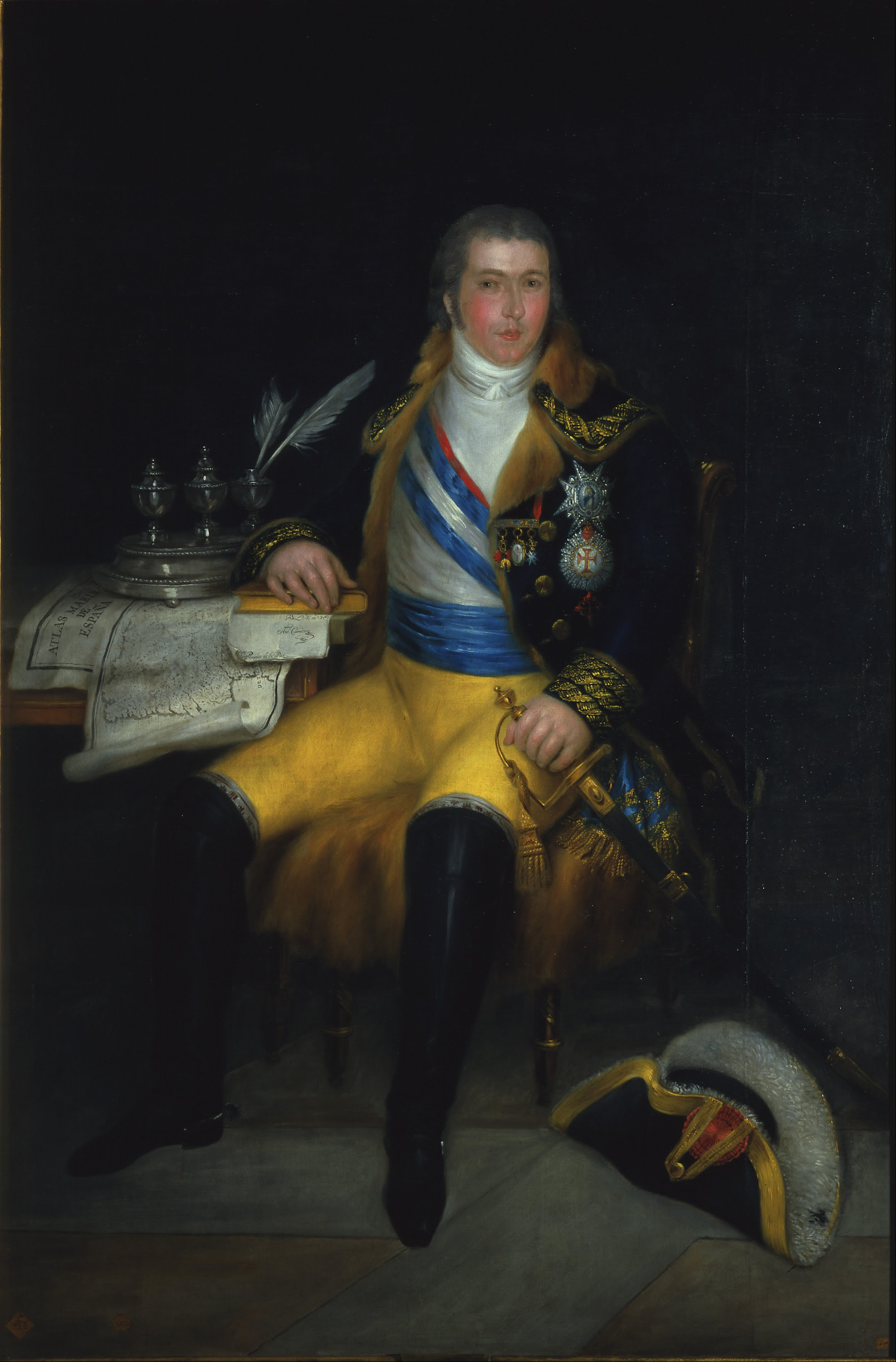
Portrait de Manuel Godoy, chef du gouvernement espagnol à partir de 1792.

Manuel Godoy, un garde du corps, eut une ascension rapide à la cour grâce à son influence sur la reine Marie-Louise. En seulement quelques années, l'hidalgo devint duc d'Alcudia et de Sueca, capitaine général et à partir de 1792, ministre universel de Charles IV avec pouvoir absolu. Il initia des mesures réformistes : il favorisa l'enseignement des sciences appliquées, protégea les sociétés économiques (Sociedades Económicas de Amigos del País), mit en place la désamortissement des biens appartenant aux hôpitaux et hospices gérés par des communautés religieuses.
La Révolution française influa sur son action. Ses premières mesures eurent pour objectif de sauver la vie de Louis XVI, jugé et condamné à mort. Malgré les efforts de toutes les cours européennes, le roi français fut guillotiné le 21 janvier 1793, ce qui provoqua une coalition des puissances européennes contre la France révolutionnaire. L'Espagne participa à la Guerre du Roussillon et fut battue par la France républicaine à cause de mauvais approvisionnements, de la faible préparation de l'armée et du faible moral des troupes face aux Sans-culotte français. L'armée dirigée par le général Ricardos envahit le Roussillon et obtint quelques victoires. À partir de 1794, les troupes espagnoles furent acculées à la retraite. Les Français occupèrent Figueras, Irun, Saint-Sébastien, Bilbao, Vitoria et Miranda de Ebro.
Manuel Godoy conclut avec la France le traité de Bâle en 1795. La République française rendit à l'Espagne les places occupées en échange de l'île de Hispaniola. En remerciement, le roi lui octroya le titre de prince de la paix.
En 1796 se conclut la phase la plus radicale de la Révolution. Godoy signa le Traité de San Ildefonso et l'Espagne devint l'alliée de la France. Ce changement de cap causa un affrontement avec la Grande-Bretagne, principal adversaire de la France révolutionnaire et ennemie traditionnelle de l'Espagne, les deux puissances se disputant l'hégémonie maritime et concrètement le commerce avec les Amériques. L'escadre espagnole fut battue face au Cap Saint-Vincent en 1797 mais Cadix et Santa Cruz de Ténérife résistèrent aux assauts de l'amiral Nelson. En Amérique, les Britanniques occupèrent l'île de la Trinité mais subirent une déroute à Puerto Rico. Cela provoqua la chute de Godoy en mai 1798. Francisco de Saavedra y Sangronis et Mariano Luis de Urquijo se succédèrent à la tête du gouvernement entre 1798 et 1800.
En France, l'arrivée au pouvoir de Napoléon Bonaparte en 1799 et son couronnement en 1804 influa sur les relations internationales. Napoléon avait besoin, dans sa lutte contre les Anglais, de la collaboration de l'Espagne et surtout de sa flotte. Pour cela, il fit pression sur Charles IV pour qu'il renouvelle sa confiance en Godoy. Celui-ci revint au pouvoir en 1800 et signa la convention d'Aranjuez en 1801 qui mettait à la disposition de Napoléon l'escadre espagnole, et qui entraînait de nouveau la guerre contre la Grande-Bretagne.
Godoy déclara la guerre au Portugal en 1801. Le Portugal était le principal allié des Anglais sur le continent. Cette guerre, connue sous le nom de Guerre des Oranges, entraîna l'occupation d'Olivenza par l'Espagne qui obtint de plus l'engagement du Portugal de ne plus accueillir les bateaux anglais dans ses ports.
En 1805, la déroute subie lors de la bataille de Trafalgar modifia considérablement la donne. Face à l'hégémonie anglaise, Napoléon Ier recourut au blocus continental, dans lequel il impliqua l'Espagne. En 1807 fut signé le Traité de Fontainebleau qui partageait le Portugal entre la France et l'Espagne, et Godoy autorisait les troupes françaises d'occupation à passer par l'Espagne.

## Fin du règne (1808)

### Crise monarchique

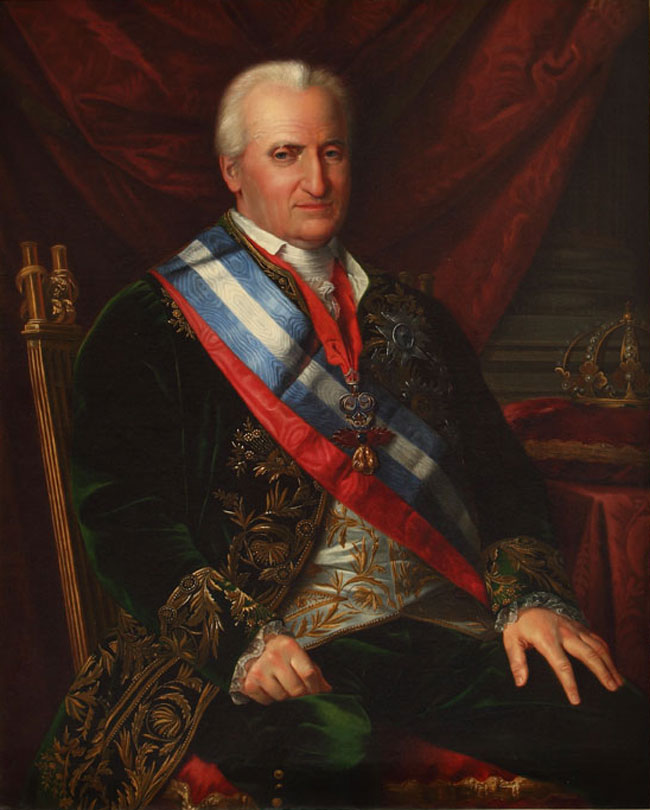
Portrait du roi Charles IV, vers la fin de son règne.

À la suite de toutes ces guerres, la crise économique empira. Les ministres de Charles IV furent incapables de la résoudre, car la peur de la Révolution les empêcha de mettre en œuvre les réformes nécessaires qui auraient pu léser les intérêts des classes privilégiées et altérer l'ordre social.
La présence des troupes françaises sur le territoire espagnol accrut l'opposition à Godoy, critiqué par les secteurs traditionnels pour sa politique réformiste et sa soumission à Napoléon. Fin 1807 eut lieu la conjuration de l'Escurial, menée par le prince des Asturies, héritier du trône qui voulait la destitution de Godoy et la déposition de son propre père. La tentative échoua et le prince dénonça tous ses partisans. 
À la fin de l'année 1807, le roi fait arrêter son fils. Celui-ci dénonce lui-même ses complices auprès du ministre de la Justice et rédige des lettres d'excuses à ses parents qui lui accordent leur pardon et le font libérer, mais cet évènement ne fait qu'accentuer les tensions dans la péninsule ibérique. Au début de l'année 1808, l'empereur Napoléon Ier prend la décision d'intervenir en Espagne. La présence d'un corps expéditionnaire de l'armée française sur le territoire espagnol, décidé par l'alliance de la France et de l'Espagne pour occuper le Portugal, en facilite le dessein. Le 20 février 1808, Joachim Murat est fait lieutenant-général de l'empereur en Espagne tandis que de nouvelles troupes y sont acheminées. Dans le même temps, l'empereur garde le silence alors que Charles IV l'interroge sur ses intentions réelles. En France, le ministre Talleyrand encourage l'empereur à mettre en place une nouvelle dynastie espagnole, ce qui permettrait de renforcer le système continental et l'opposition à l'Angleterre. En mars 1808, face à l'occupation française, Godoy conseilla au roi de quitter l'Espagne. 
Les 18 et 19 mars 1808, de violentes émeutes déclenchées à Aranjuez par les partisans de Ferdinand aboutissent à la destitution de Godoy et à l'abdication de Charles IV. Le prince des Asturies est alors proclamé roi sous le nom de Ferdinand VII. Murat suggère à Charles IV de revenir sur sa décision et d'en appeler à l'arbitrage de Napoléon, ce qu'il fait.

### L'abdication deCharlesIV

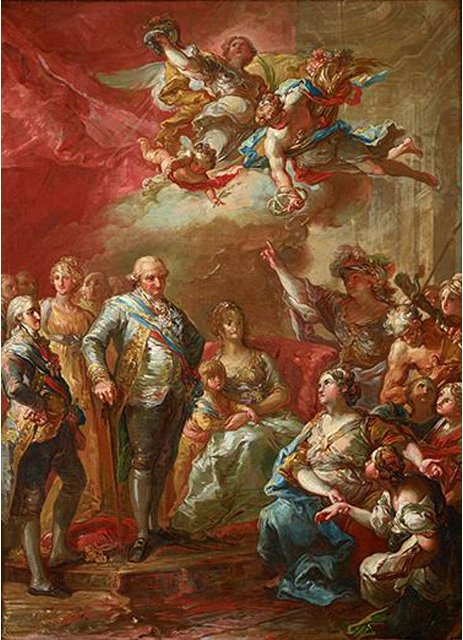
Portrait de Charles IV et de ses enfants par Vicente López.

Napoléon informe Ferdinand VII qu'il ne considère pas l'abdication de son père comme définitive et l'invite à le rencontrer s'il souhaite que son autorité soit reconnue par la France. Le rôle de médiateur joué par l'empereur n'est finalement qu'un prétexte, une « fable » destinée à servir ses vues sur l'Espagne. Il attire ainsi Ferdinand à Bayonne, dans une véritable « souricière » où sont également conviés Charles IV et son épouse, qui reçoivent un accueil royal. Sous la pression de l'empereur, Charles IV renonce officiellement à son abdication et nomme Murat lieutenant général de son royaume. Pendant ce temps, à Madrid, un soulèvement éclate contre l'occupation française de la ville, aussitôt réprimée dans le sang par les troupes de Murat. À Bayonne, l'annonce de la nouvelle de l'insurrection madrilène entraîne la colère de l'empereur, qui accuse Ferdinand d'être le responsable de ce massacre. Ferdinand, sous la pression, impériale et paternelle, rendit la couronne à Charles IV le 6 mai, sans savoir que la veille Charles avait accepté la cession de ses droits en faveur de Napoléon. Charles IV abdique officiellement. Un traité est signé, reconnaissant l'empereur comme le seul à même de rétablir la situation, à condition de préserver l'intégrité du royaume et de maintenir le catholicisme comme religion d'État. Ferdinand est assigné à résidence au château de Valencay tandis que Charles IV et son épouse sont installés au château de Compiègne.

### Occupation française
Napoléon, après l'abdication du roi Charles, offre le trône d'Espagne à son frère, Joseph Bonaparte. Joseph est mal accueilli par ses nouveaux sujets. Il n'a emménagé dans son nouveau palais qu'à coups de baïonnettes et n'a pu se séparer de son escorte. L'existence du Royaume est vite remise en question par le débarquement du corps expéditionnaire anglais d'Arthur Wellesley, futur duc de Wellington. Les généraux et maréchaux dépêchés pour soutenir le roi Joseph peinent à écraser les « guerilleros », auxquels s'ajoute vite la rébellion de l'armée régulière espagnole. Voyant que tout va mal dans l'État de son frère, Napoléon reprend les armes à l'hiver 1808 et franchit les Pyrénées. Le 30 novembre, ses lanciers polonais balaient les artilleurs du général Benito San Juan à la bataille de Somosierra ; le 4 décembre, Madrid, que Joseph avait dû abandonner en hâte, capitule. 

## Exil et mort

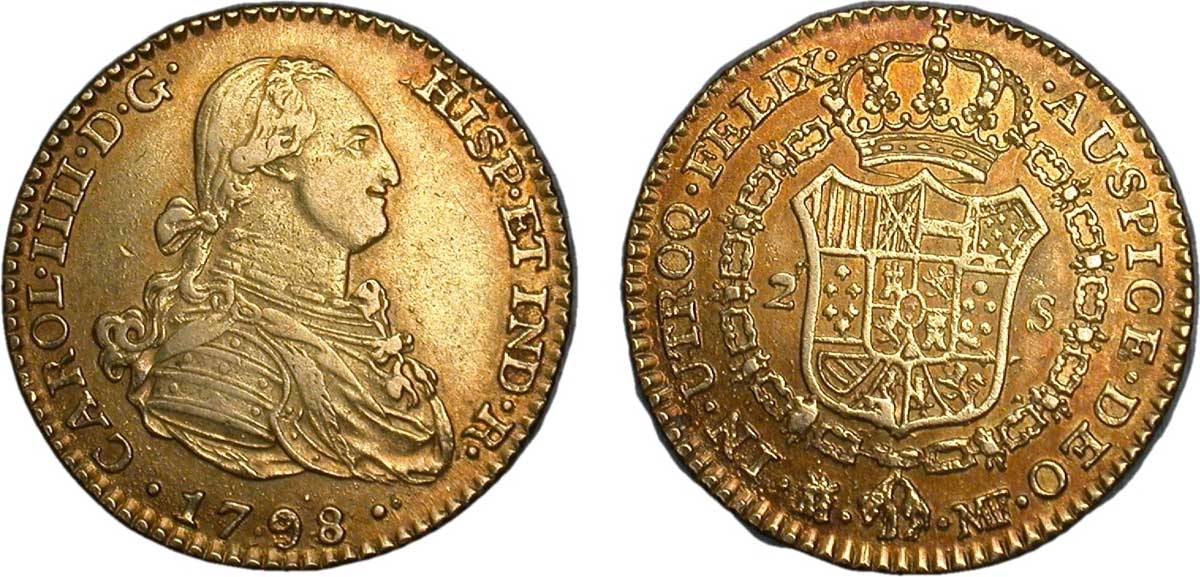
2 escudos en or à l'effigie de Charles IV, 1798.

Charles resta prisonnier de Napoléon Ier jusqu'à la défaite de ce dernier en 1814. Par le traité de Bayonne, l'empereur mit à sa disposition le château de Compiègne et celui de Chambord. L'ex-roi d'Espagne ne resta que trois mois à Compiègne durant l'été de 1808. La reine d'Étrurie, sa fille, y resta même jusqu'en 1809. Le climat du Nord de la France ne convenait pas à Charles IV. Aussi demanda-t-il à Napoléon de lui fixer une résidence plus méridionale. Cette demande fut agréée et Charles IV passa encore trois années à Marseille, dont un quartier porte encore son nom. Craignant les menées de nationalistes espagnols, en 1812, Napoléon transféra l'ex-roi d'Espagne à Rome, pour être installé au Palais Barberini. En 1814, Ferdinand VII fut replacé par Napoléon sur le trône espagnol, mais il maintint son père en exil par crainte d'un conflit. Charles et Marie-Louise moururent tous les deux en exil à Rome, en janvier 1819.

## Mécénat
Charles s'intéressa dès sa jeunesse aux arts. Violoniste amateur, il acheta en 1775 le quintet de Stradivarius (composé de trois violons, d’une viole et d’un violoncelle) conservé actuellement au Palais royal de Madrid, et s'entoura des musiciens dirigés par le violoniste et compositeur Gaetano Brunetti. Il s'intéressait aussi à la peinture, commandant des œuvres à Luis Eugenio Meléndez, Claude Joseph Vernet et Luis Paret et nomma Francisco de Goya peintre de cour.

## Mariage et descendance

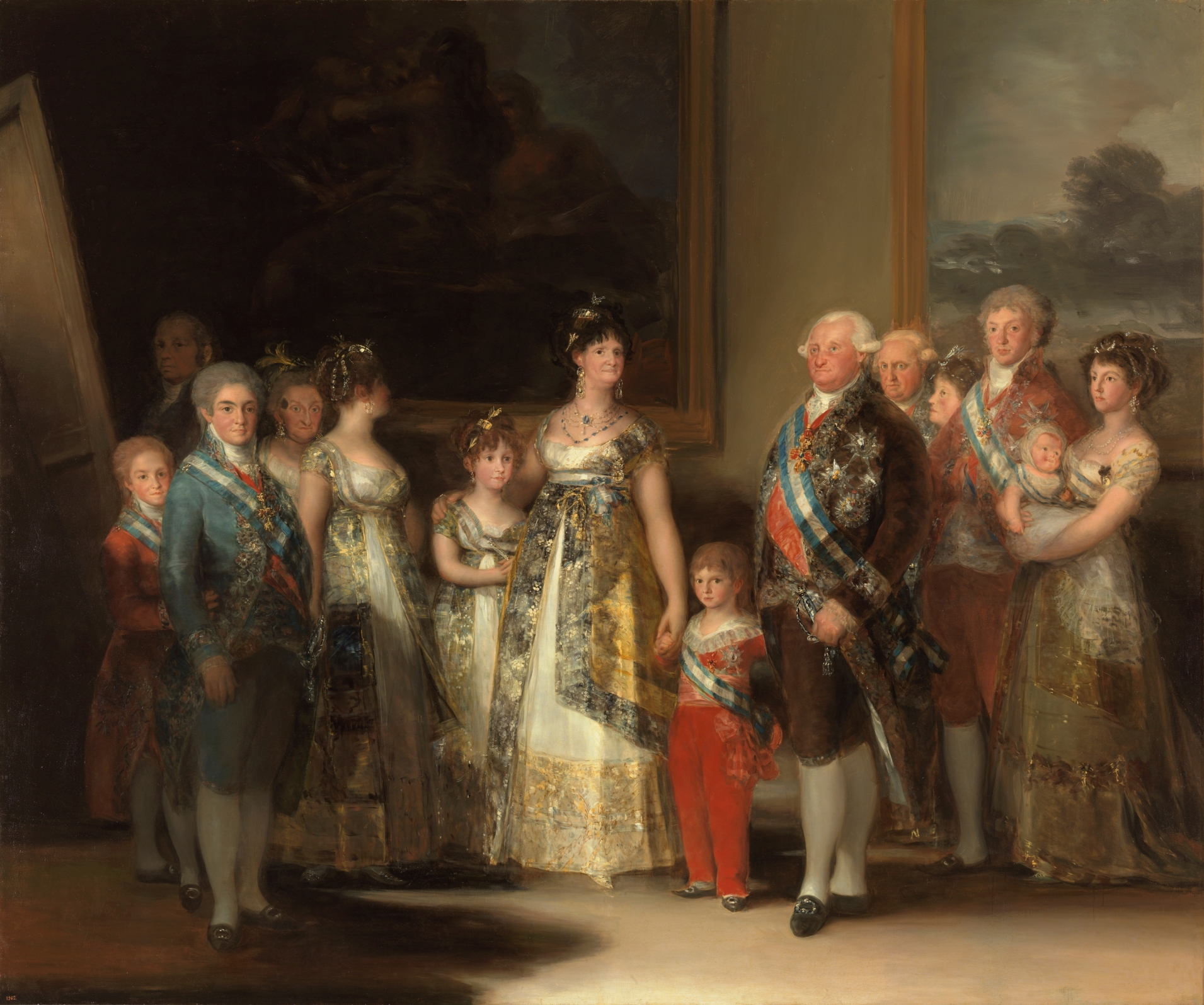
La famille royale peinte par Goya. La reine est représentée au centre du tableau pour signifier sa domination sur son mari le roi.

Il épouse au palais de la Granja à San Ildefonso le 4 septembre 1765 Marie-Louise de Bourbon-Parme (1751-1819), fille de Philippe Ier de Parme et d'Élisabeth de France (fille de Louis XV de France), dont il eut quatorze enfants :
- Charles-Clément d’Espagne (1771-1774) ;
- Charlotte-Joachime d'Espagne (1775-1830), épousa en 1785 Jean VI, roi de Portugal (1767-1826), dont postérité ;
- Marie-Louise d’Espagne (1777-1782) ;
- Marie-Amélie d'Espagne (1779-1798), épouse en 1795 son oncle l'infant Antoine-Pascal d'Espagne (1755-1817) ;
- Charles d’Espagne (1780-1783) ;
- Marie-Louise (1782-1824), épouse en 1795 son cousin Louis de Bourbon-Parme, roi d'Étrurie (1773-1803), dont postérité ;
- Charles d’Espagne (1783-1784) ;
- Philippe d’Espagne (1783-1784) ;
- Ferdinand VII d'Espagne (1784-1833), épouse en 1803 sa cousine Marie-Antoinette de Bourbon-Naples (1783-1806) ; veuf, épouse en 1816 sa nièce Marie-Isabelle de Portugal (1797-1818) ; veuf, épouse en 1819 Marie-Josèphe de Saxe (1803-1829) ; veuf, épouse en 1830 sa nièce Marie-Christine de Bourbon-Siciles (1806-1878) d'où deux filles déclarées dynastes ;
- Charles V d’Espagne (1788-1855), comte de Molina, épouse en 1816 sa nièce Marie-Françoise de Portugal (1800-1834), dont postérité masculine ; veuf, épouse en 1838 sa nièce Marie-Thérèse de Portugal (1793-1874) ;
- Marie-Isabelle d'Espagne (1789-1848), en 1802 elle épousa François Ier des Deux-Siciles (1777-1830), dont postérité ;
- Marie-Thérèse d’Espagne (1791-1794) ;
- Philippe-Marie d’Espagne (1792-1794) ;
- François de Paule d'Espagne, duc de Cadix (1794-1865) épouse en 1819 sa nièce Louise-Charlotte de Bourbon-Siciles (1804-1844).

### Primogéniture
La branche aînée des Bourbons est issue de François de Paule, par la primogéniture généalogique suivante :
- Philippe V d'Espagne (1683-1746), fils de Louis, Grand Dauphin de France, le fils de Louis XIV de France ;
- Charles III d'Espagne (1716-1788), troisième fils régnant du précédent ;
- Charles IV d'Espagne (1748-1819), fils du précédent ;
- infant François de Paule d'Espagne (1794-1865), fils du précédent (le fils aîné de Charles IV, Ferdinand VII d'Espagne n'aura que des filles) ;
- François d'Assise de Bourbon (1822-1902), fils du précédent ;
- Alphonse XII (1857-1885), fils du précédent ;
- Alphonse XIII (1886-1941), fils posthume du précédent et prétendant au trône de France à la suite du décès du « duc de San Jaime » ;
- Jacques-Henri de Bourbon (1908-1975), fils du précédent ;
- Alphonse de Bourbon (1936-1989) fils du précédent ;
- Louis de Bourbon (né en 1974) fils du précédent.

## Dans la culture
- 1971 : Goya, l'hérétique de Konrad Wolf. Le personnage de Charles IV est interprété par Rolf Hoppe[11].
- 2002 : Napoléon d'Yves Simeneau. Le personnage de Charles IV est interprété par Vincent Grass[12].
- 2006 : Les Fantômes de Goya de Miloš Forman. Le personnage de Charles IV est interprété par Randy Quaid.